# Combleux
Combleux is een gemeente in het Franse departement Loiret (regio Centre-Val de Loire) en telt 424 inwoners (1999). De plaats maakt deel uit van het arrondissement Orléans.

## Geografie
De oppervlakte van Combleux bedraagt 1,1 km², de bevolkingsdichtheid is 385,5 inwoners per km². Tussen 1908 en 1912 werd het deel van het Canal d'Orléans gegraven, dat Combleux verbindt met Orléans.
De onderstaande kaart toont de ligging van Combleux met de belangrijkste infrastructuur en aangrenzende gemeenten.

## Demografie
Onderstaande figuur toont het verloop van het inwonertal (bron: INSEE-tellingen).